# 李子寬
李基鴻（1882年—1973年9月7日），字子寬，法名了空，生於湖北應城，政治人物，曾參與中國同盟會，為中國國民黨創黨元老之一，曾任湖北省國民大會代表。他是太虛大師的俗家徒弟，著名的佛教居士，在中國佛教會中有重要地位。

## 生平
李子寬出生在湖北，為書香世家子弟。曾祖膺公，為道光年間舉人，祖父李國霖，其父李安文都是清朝秀才。因其伯父李安邦無子，自幼過繼給伯父。六歲時由生父啟蒙，唸四書五經。13歲時，生父過世，由叔祖李世藩授八股文，21歲中秀才，繼而考取公費留學，至日本就讀法政學校，在此讀書三年，加入中國同盟會。1905年回國後，參與湖北省革命運動。1911年，武昌起義後，任職鄂軍都督府參事。
1912年，中華民國成立，孫文讓位與袁世凱。李子寬至上海迎接孫文至湖北省訪問，並參與中國國民黨的創黨。1914年，李子寬至上海，任海上通訊社編輯，參與反袁運動。
1917年，孫文發動護法戰爭，至廣州組織大元帥府。1918年，蔣作賓邀章太炎與太虛大師至上海開講，李子寬前往參加，開始對佛教感興趣；同年，李子寬赴廣州，任職第二軍，為許崇智秘書。
1925年，孫文過世。7月，國民政府在廣州成立，許崇智任廣東省政府主席，李子寬任廣東籌餉總局局長。8月，廖仲愷被暗殺，李子寬繼任廣東省政府財政廳廳長。蔣介石以「調查」為名架空許崇智，許崇智遠走上海租界。
1926年，國民革命軍北伐，蔣介石任命蔣作賓為湖北省招討使，李子寬為政治部主任。國民革命軍攻克武漢之後，李子寬任湖北省政府財政廳廳長。1927年，李子寬擔任福建省政府財政廳廳長。1928年，李子寬被召回南京，擔任南京市政府財政局局長。
1929年，李子寬回任湖北省財政廳長。太虛大師此時在漢口講經，李子寬每日前往聽講，並皈依為三寶弟子。此外，也當選為漢口佛教正信會會長，協助太虛大師重建武昌佛學院。
1930年，湖北省政府改組，李子寬任湖北省財政特派員，兼鄂岸榷運局長及緝私局長，兼任河南省財政特派員及河南鹽務局長。太虛大師在四川創立漢藏教理院，李子寬為董事之一。
1931年，李子寬調任中央財政部廳長，規劃厘金廢除方案。1932年，任中國禁煙秘書長，推動禁止鴉片。
1937年，中國抗日戰爭爆發，李子寬至廣東省任職禁煙特派員。1938年，國民政府遷都重慶，李子寬隨後也來到重慶；國民政府指定章嘉活佛、太虛、李子寬三人擔任常務理事，重新組織中國佛教會。1940年，李子寬任國防最高委員會黨政工作考核委員會政務處副主任。
二次世界大戰結束後，1946年，國民政府還都南京。李子寬回到湖北，當選應城縣國民大會代表。
1948年，因國共內戰，李子寬至台灣。李子寬取得台北市善導寺所有權，協調原佔有此地的公務單位與軍隊離開，希望以此為基地，繼續太虛大師的弘法事業。
1949年，聘請太虛大師的首座弟子大醒法師，任善導寺導師，同時讓《海潮音》月刊在台灣復刊。大醒法師以身體不佳為由請辭後，乃聘請南亭法師繼任。
1949年，中華民國政府遷至台灣。7月，因佛教派系間的紛爭，有人密告由慈航法師建立的台灣佛學院中，有匪諜潛伏。包括慈航、星雲法師等三十多名自中國大陸來台的佛教僧侶被捕。李子寬奔走關說，使這些僧侶得以被釋放。為了保護佛教僧侶，李子寬與白聖、東初法師等人討論後，在台灣重建了中國佛教會，作為官方代表，由章嘉活佛任理事長。
1952年，聘請印順法師為善導寺住持，然因佛教中派系紛爭，飽受攻擊而去職。1957年，聘請演培法師繼任。
1973年，李子寬在病逝於台北市。